# 镉-113m
镉-113m（也写作“113mCd”）镉元素的一种放射性同位素及同质异能素，具有约14.1年的半衰期。在普通热核反应堆中，它的裂变产物产额很低；而且它具有极强的中子俘获能力，使得核反应中产生的少量的镉-113m也会被核燃料的“燃烧”耗尽，因此这种同位素只占核废料的极小部分。
快速裂变或一些相对原子质量较大的锕系元素的裂变中会产生较高产量的113mCd。